# 稲垣那奈子
稲垣 那奈子（いながき ななこ、2000年8月24日 - ）は、埼玉県川口市出身の日本の女子プロゴルファー。眞田雅彦に師事。三菱電機所属。

## 経歴
両親の勧めで10歳からゴルフをはじめ、日本女子大学附属中学校、共立女子第二高等学校でゴルフ部として活動。2017年のゴルフダイジェストジャパンジュニアカップ優勝や、2018年に中国で行われたアニカ・ソレンスタムインビテーショナルなどで優勝したが、中学時代に腰椎分離症に見舞われ、ヘルニア寸前まで深刻化したことから「自分の体をコンディショニングできる力をつけて勉強してからプロになりたい」と、競争率の高いプロテストは受験せずに、スポーツ科学部のある早稲田大学へ進学してスポーツ健康科学を専攻する。2022年にはナショナルチーム入り。大学の卒業論文のテーマは『ゴルファーと腰痛の関連性』であった。
大学卒業後の2023年にプロテスト合格。
2025年6月1日、「リゾートトラストレディス」最終日に首位タイから出て、2バーディ、3ボギーで73とスコアを落としながら、通算7アンダーでツアー初優勝を遂げた。2023年プロテスト合格の96期生で初優勝。また早稲田大学出身者として国内女子ツアー史上初の優勝であった。

## トーナメント優勝

### ツアー優勝

#### JLPGAツアー（1）
| No. | Date                 | Tournament               | スコア                | 2位との差 | 2位（タイ）       |
| --- | -------------------- | ------------------------ | --------------------- | --------- | ----------------- |
| 1   | 2025年5月29日-6月1日 | リゾートトラストレディス | −7（67-71-70-73=281） | 1打差     | 神谷そら 川岸史果 |